# Cuatro Torres Business Area

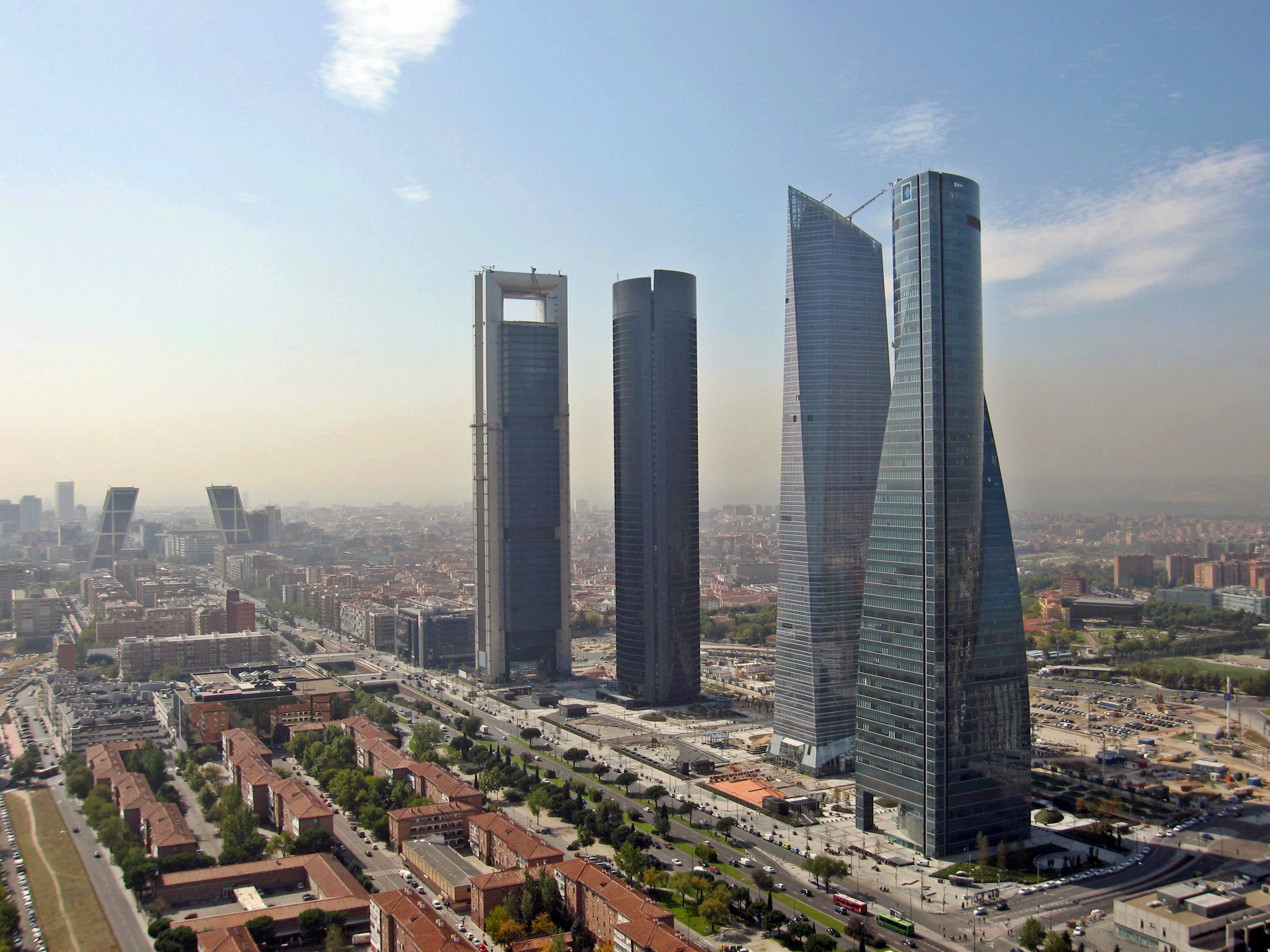
Zicht op de Área de negocios de Cuatro Torres uit 2008 (toen de vijfde toren nog niet gebouwd was), met van rechts en dichtstbij naar links, de Torre Emperador Castellana, de Torre de Cristal, de Torre PwC en de Torre Cepsa, en verderop langs de Paseo de la Castellana op de achtergrond de Torres KIO

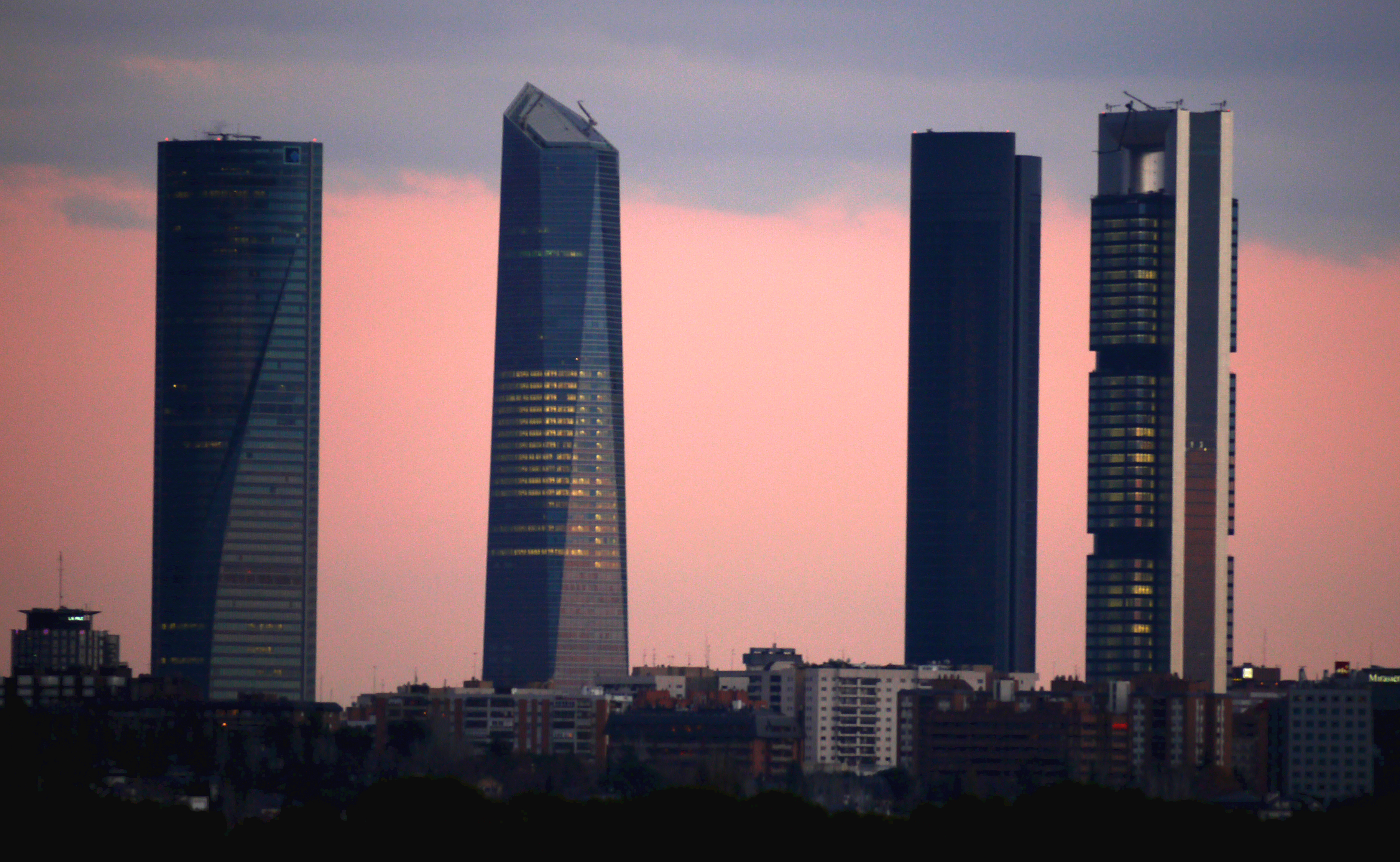
CTBA, zicht vanuit het westen

De Cuatro Torres Business Area CTBA, in het Spaans soms gekend als Área de negocios de Cuatro Torres is een zakenwijk in het noorden van de Spaanse hoofdstad Madrid. De wijk kwam tot stand in de nillies van de 21e eeuw. De zakenwijk heeft enkele van de meest opvallende landmarks van de stad, die ook door hun hoogte en vormgeving bepalend zijn geworden voor het stadsbeeld. De vier eerste torens, alle opgeleverd tussen 2008 en 2009, zijn de vier hoogste bouwwerken van Spanje.
Het complex ligt direct ten westen van het noordelijke uiteinde van de laan Paseo de la Castellana, een van de Madrileense verkeersassen. Direct ten noorden van CTBA bevindt zich de Nudo Norte (noordelijke knoop), de aansluiting van de laan met een verkeerswisselaar op de M-30, de binnenste van de Madrileense ringwegen. De zakenwijk ligt in het oosten van de wijk La Paz, op zijn beurt in het zuiden van het meest noordelijke stadsdistrict van de stad, Fuencarral-El Pardo.
Op de site was de Ciudad Deportiva del Real Madrid Club de Fútbol gevestigd, het voormalige sportpark van Real Madrid, met oefenvelden en trainingsinfrastructuur. Dit werd ingehuldigd op 18 mei 1963, toen de omgeving nog niet sterk geurbaniseerd was. Doorheen de jaren werden de gronden evenwel meer en meer waard naarmate de stad uitbreidde. De clubvoorzitter Florentino Pérez slaagde er in de grond ingekleurd voor recreatie en sport om te zetten in bouwgrond en zo vanaf 2001 miljoenen euro binnenhalen voor de club voor de aankoop van voetballers. De sportvelden werden ontmanteld in 2004, de club opende in 2005 een nieuw oefenveld, de Ciudad Deportivo de Valdebebas. De projectontwikkelaars, die in 2001 de site van de voetbalclub overnamen wilden de nieuwe zakenwijk eerst de Madrid Arena noemden, maar schakelden naar Área de negocios de Cuatro Torres. Zelfs in Spanje wordt bijna altijd verwezen naar Cuatro Torres Business Area of CTBA.
In de wolkenkrabbers en omliggende laagbouw bevinden zich vooral kantoren, maar ook appartementen, een hotel, het ziekenhuis Hospital Universitario La Paz, een hoger onderwijscampus van de EI University en winkels.
De vier wolkenkrabbers die verrezen bevinden zich op een noord-zuid as, binnen een afstand van 400 meter.  Ze zijn alle gebouwd tussen 2004 en 2008 en ingehuldigd in 2008 en 2009. Het gaat van noord naar zuid om: 
- de Torre Emperador Castellana (224 meter) naar plannen van de Amerikaanse architect Henry N. Cobb. Eigenaar sinds 2015 is Grupo Emperador. De toren heeft vele huurders, waaronder de Spaanse bedrijven Inmobiliaria Espacio S.L., OHL, Fertiberia en Ferroatlántica. In het gebouw bevinden zich ook de ambassades van Australië, Nederland, het Verenigd Koninkrijk en Canada.
- de Torre de Cristal (249 meter) naar plannen van de Argentijns-Amerikaanse architect César Pelli. De toren heeft vele huurders, waaronder KPMG en SEAT.
- de Torre PwC (236 meter) naar plannen van de Spaanse architecten Carlos Rubio en Enrique Álvarez. Referentiehuurder sinds 2011 is de internationale zakelijke dienstverlener PricewaterhouseCoopers.
- de Torre Cepsa (250 meter) naar plannen van de Britse architect Norman Foster. Referentiehuurder sinds 2014 de Spaanse oliemaatschappij Cepsa.

In 2020 werd ten westen van de vier andere wolkenkrabbers een vijfde wolkenkrabber afgewerkt, de 181 meter hoge Caleido, ook gekend als de Quinta Torre. In deze toren is een belangrijk deel van de oppervlakte verhuurd aan de EI University.
Binnen de zakenwijk CTBA ligt het metrostation Begoña, bediend door lijn 10 van de metro van Madrid. Het metrostation ligt in het noorden van de wijk, bij de ingang van het grote universitair ziekenhuis Hospital Universitario La Paz, maar ook de afstand tot de meest zuidelijke toren, de Torre Cepsa, is slechts 550 meter. De wijk ligt een kilometer ten noorden van de Plaza de Castilla, ook duidelijk zichtbaar sinds 1996 door de Torres KIO van het complex Puerta de Europa die als een soort poorten toegang geven tot het centrum van Madrid.